# Ventenata blanchei
Ventenata blanchei är en gräsart som beskrevs av Pierre Edmond Boissier. Ventenata blanchei ingår i släktet Ventenata och familjen gräs. Inga underarter finns listade i Catalogue of Life.